# Harmotoma
L'harmotoma és un mineral del grup de les zeolites. Va ser descoberta l'any 1801 a St. Andreasberg, a Baixa Saxònia (Alemanya), provenint el seu nom del grec armotto (estar d'acord) i temno (tallar), en al·lusió a la forma de les seves macles. També es coneix amb els noms d'andreolita o ercinita.

## Característiques
És un aluminosilicat de bari hidratat de la classe dels tectosilicats, i dins d'aquesta pertany al grup de la zeolites. Sol portar amb freqüència altres cations com impureses com són calci, sodi i potassi, donant les variacions en el color que es coneixen. Cristal·litza en el sistema monoclínic. Forma una sèrie de solució sòlida amb la phil·lipsita-Ca (Ca₃(Si10Al₆)O32·12H₂O, en la qual la substitució gradual del bari per calci va donant els diferents minerals de la sèrie.
Segons la classificació de Nickel-Strunz, l'harmotoma pertany a «09.GC: Tectosilicats amb H₂O zeolítica, cadenes de connexions dobles de 4-enllaços» juntament amb els següents minerals: amicita, garronita, gismondina-Ca, gobbinsita, phil·lipsita-Ca, phil·lipsita-K, phil·lipsita-Na, flörkeita, merlinoita, mazzita-Mg, mazzita-Na, perlialita, boggsita, paulingita-Ca i paulingita-K.

## Formació i jaciments
És un mineral d'origen hidrotermal, i se'n troba omplint cavitats en roques de tipus basalt, fonolites, traquites, gneiss i en alguns filons hidrotermals. Es forma com a producte secundari de l'alteració del basalt i les altres roques eruptives similars. Sol trobar-se associat a altres minerals com: calcita, leucita, hialofana, estroncianita, quars, caolinita, barita, pirita, esfalerita, galena o d'altres zeolites.

## Varietats

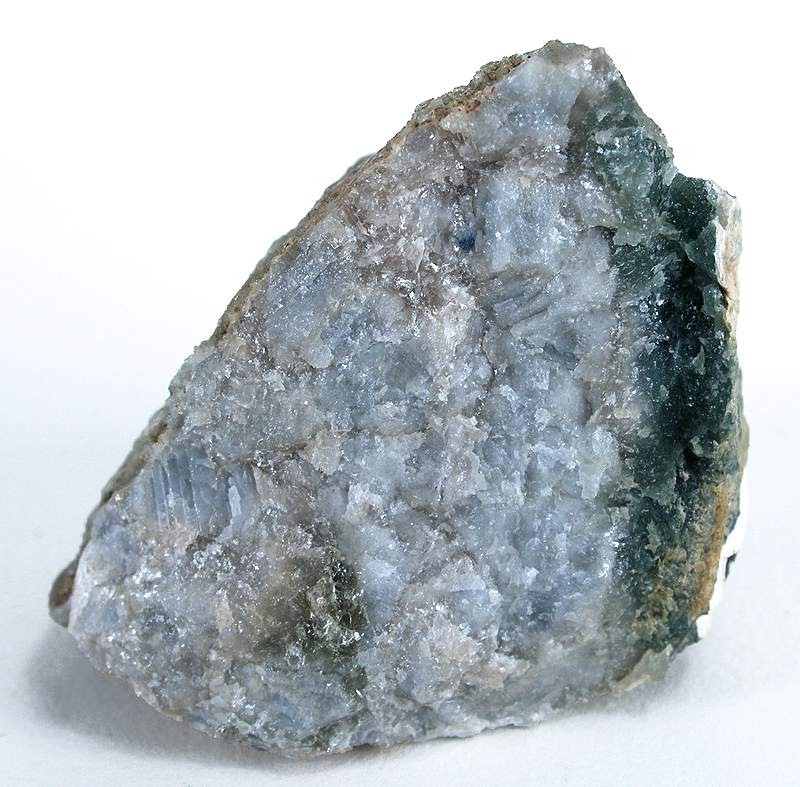
Wellsita

La morvenita és l'única varietat coneguda d'harmotoma. Es tracta d'una varietat transparent, en forma de fus que va ser descrita originàriament a les mines d'estronci de Morven (ara Morvern), Argyllshire, Escòcia, d'on rep el seu nom. Més tard s'ha utilitzat per descriure un tipus de macles també observades a la phil·lipsita.
La wellsita és una espècie desacreditada des del 1997 per l'IMA, ja que es considera que es tracta o bé phil·lipsita-Ca amb bari o bé una harmotoma càlcica.